# تپه باباشاه
تپه بابا شاه مربوط به دوران پیش از تاریخ ایران باستان تا دوران‌های تاریخی پس از اسلام است و در دورود، شهرک الغدیر، فاز ۲ واقع شده و این اثر در تاریخ ۲۴ اسفند ۱۳۸۳ با شمارهٔ ثبت ۱۱۶۸۲ به‌عنوان یکی از آثار ملی ایران به ثبت رسیده است.